# Knox County (Missouri)
Knox County is een county in de Amerikaanse staat Missouri.
De county heeft een landoppervlakte van 1.310 km² en telt 4.361 inwoners (volkstelling 2000). De hoofdplaats is Edina.